# "Bodybow Healthcare BV"
Bodybow Healthcare B.V. is een Nederlandse groothandel en totaalleverancier van producten voor fysiotherapie, revalidatie, fitness en massagetherapie. Het bedrijf werd opgericht in 1991 en is gevestigd in Vianen. Bodybow levert een breed assortiment aan medische en sportieve hulpmiddelen en richt zich primair op professionals in de gezondheidszorg, waaronder fysiotherapeuten, oefentherapeuten, ergotherapeuten, personal trainers en massagetherapeuten.

#### Geschiedenis
Bodybow werd opgericht in 1991 als leverancier van fysiotherapieproducten. In de loop der jaren groeide het bedrijf uit tot een totaalleverancier voor de eerstelijns- en tweedelijnszorg in Nederland en België. Het bedrijf breidde zijn activiteiten uit met praktijkinrichting, ergonomische hulpmiddelen, trainingsmaterialen en meet- en analyseapparatuur. Anno 2025 ondersteunt Bodybow meer dan 1.200 praktijken in de Benelux en levert het tevens aan klanten in Duitsland en het Verenigd Koninkrijk.

#### Kernactiviteiten
De kernactiviteit van Bodybow is het aanbieden van een breed en zorgvuldig geselecteerd assortiment producten die voldoen aan internationale kwaliteits- en veiligheidsnormen (waaronder CE- en ISO-certificering). Het bedrijf werkt samen met zorgprofessionals en instellingen en benadrukt een partnerrelatie waarbij de behoeften van de eindgebruiker centraal staan.

## Assortiment en merken
Bodybow is in de Benelux de officiële importeur en distributeur van diverse internationaal erkende merken voor therapie, revalidatie en training.

#### Officiële importeur van onder meer:
- Oefen- en revalidatiematerialen: Airex (oefenmatten en balanskussens), TOGU (balans- en coördinatieproducten), Uniband (latexvrije oefenbanden), Dynamic Tape
- Trainings- en revalidatieapparatuur: REAXING, MOTOmed, Artromot
- Analyse- en meetinstrumenten: FootBalance (individueel aanpasbare inlegzolen), Accuniq (lichaamssamenstellingsanalyse), Seca, Nonin, Baseline
- Overige hulpmiddelen: The Original McKenzie® (rug- en nektherapie), Ferrox, The Original Backstretcher (eigen merkproduct)

#### Distributeur van onder meer:
- Fysiotherapie en revalidatie: Theraband, Chattanooga, BSN Medical, Strassburg
- Trainingsapparatuur: Tunturi, BOSU
- Wellness en massage: Gymnic, Bodhi, Chemodis, Seirin
- Medische hulpmiddelen: Curetape, Agupunt, 3B Scientific
- Voedingssupplementen: Optimum Nutrition

Naast het importeurschap van internationale merken is Bodybow tevens eigenaar van The Original Backstretcher, een hulpmiddel dat wereldwijd wordt toegepast bij rugklachten en mobilisatie.

## Missie en visie
De missie van Bodybow is om zorgprofessionals en gezondheidsondernemers te ondersteunen met bewezen producten en persoonlijke service. De visie van het bedrijf is dat de professional centraal staat en dat een leverancier een betrouwbare partner moet zijn die duurzame en resultaatgerichte oplossingen biedt.

#### Locatie en dienstverlening
Bodybow Healthcare B.V. is gevestigd aan de Sportlaan 14 in Vianen. Het bedrijf levert in Nederland, België, Duitsland en het Verenigd Koninkrijk. Naast levering van producten biedt Bodybow advies en ondersteuning bij praktijkinrichting, revalidatie- en trainingsoplossingen, waarbij persoonlijke begeleiding door productspecialisten een belangrijk onderdeel van de dienstverlening vormt.
---